# Forstinger (Unternehmen)
Die Forstinger Österreich GmbH ist ein österreichisches Kfz-Zubehörhandels- und Werkstättenunternehmen mit 88 Filialen.

## Geschichte

### Die Anfänge
Im Jahre 1962 wurde in einem 25 m² großen Kellerlokal die erste Filiale von Forstinger eröffnet. Inhaber und Namensgeber war Norbert Forstinger. Da sich diese Filiale als Geschäftserfolg erwies, übersiedelte er nach drei Jahren in die Hütteldorfer Straße in Wien, da dieser Standort größer und zentraler gelegen war. Im Jahre 1986 wurde ein neues Zentrallager auf einem Areal der Größe von 25.000 m² in Betrieb genommen, das 24.000 Palettenplätze zur Verfügung stellt. Von hier aus werden alle Filialen beliefert. 1998 übernahm Forstinger die „PS-Märkte“ von BauMax, musste aber einen Großteil des Personals austauschen. 1999 begann man mit dem Betrieb eigener Werkstätten.

### Erste Insolvenz
Diese Expansion führte Anfang 2001 zu einem Liquiditätsproblem, sodass ein Insolvenzverfahren eröffnet werden musste. 2002 wurde die Firma von zwei verschiedenen Private-Equity-Fonds übernommen. 2003 unterzog sich Forstinger erfolgreich einer Restrukturierung und kehrte zum Autoservice zurück. Ein Jahr später konnte man neben der Umsatzsteigerung auch den Marktanteil ausbauen; somit wurde Forstinger Handel und Service GmbH Marktführer im Autozubehör und Ersatzteilhandel.

### Eigentümerwechsel
Zum Jahreswechsel 2004/05 erwarb Bridgepoint Capital die Forstinger Handel- und Service GmbH. Im März 2005 begann Forstinger, erstmals ins Ausland zu expandieren, in die benachbarte Slowakei. Von 2006 bis 2008 erfolgte ein sukzessiver Aufbau eines Filialnetzes in der Slowakei sowie eine weitere Expansion im Westen und Süden Österreichs.
Im September 2009 erwarb die österreichische Investorengruppe eMobile, die vormals als Better Place bekannt war, die Forstinger Handel- und Service GmbH. Im dritten Quartal 2009 wurden Teile der Forstinger Handel und Service GmbH an die EKAFIN Beteiligungsgesellschaft mbH abgegeben; im Jahr 2011 wurde die Holdinggesellschaft Forstinger International GmbH gegründet, die Alleineigentümerin der Forstinger Österreich GmbH.
Die Holdinggesellschaft wurde im Frühjahr 2015 von der PS Markt GmbH übernommen, wobei die Anteile der PS Markt GmbH vom privaten Investor und damaligem Forstinger-Geschäftsführer Klaus Müllner (heute Aufsichtsratsvorsitzender) und der in der Schweiz ansässigen CMC Capital Management & Consulting AG des Forstinger-Geschäftsführers Martin Schmid Schmidsfelden gehalten werden. 2016 wurden Unternehmenszentrale und Zentrallager von Wien nach Traismauer verlegt, und zwar in Immobilien, die der ICS Industrie Management Consulting GmbH von Martin Schmid Schmidsfelden gehören.

### Zweite Insolvenz
Am 31. Jänner 2018 wurde erneut die Insolvenz des Unternehmens angemeldet, nachdem die Sanierungsversuche der letzten Jahre nicht erfolgreich verlaufen waren. Die Schulden wurden mit 31,2 Millionen Euro beziffert, bei rund 820 betroffenen Mitarbeitern. Letztlich wurden 24,6 Millionen Euro anerkannt. In der Folge sollten 18 Filialen geschlossen werden, 750 der 820 Mitarbeiter ihren Job behalten. Außerdem wurde das Geschäft mit Firmenkunden aufgelöst und viele Mietverträge neu verhandelt. Ende Mai 2018 wurde das gerichtliche Sanierungsverfahren beendet.
Heute hat das Unternehmen nach eigenen Angaben nur noch „rund 700“ Mitarbeiter in 88 Filialen, der Umsatz liegt bei „rund 100 Millionen Euro“.

### Dritte Insolvenz
Im Juni 2023 wurde eine erneute Insolvenz bekannt, der Betrieb soll aufrechterhalten werden. Elf der 86 Filialen sollen geschlossen werden, 50 Mitarbeiter wurden beim AMS-Frühwarnsystem angemeldet.